# Jacqueline Meppiel
Jacqueline Meppiel est une réalisatrice et monteuse française, née en 1928 et morte le 9 novembre 2011 à La Havane.

## Biographie
Comme monteuse, Jacqueline Meppiel a collaboré notamment avec Henri Colpi, Robert Enrico et Jean-Pierre Melville. Elle a participé à l'élaboration de plusieurs films militants  - Loin du Vietnam, Angela Davis, Portrait of a Revolutionary, Nous aurons toute la mort pour dormir - et à la réalisation de La Spirale, « un des meilleurs décryptages audiovisuels du coup d’État du général Augusto Pinochet, au Chili » selon Antonio Paranagua, journaliste au Monde.
Son engagement l'a également conduite à se consacrer à la formation de monteurs en Angola et à Cuba, où elle s'était installée en 1984. Elle y avait fondé le département montage de l'école de cinéma de San Antonio de los Baños.
Elle avait épousé l'acteur cubain Adolfo Llauradó (1940-2001).

## Filmographie

### Réalisatrice
- 1976 : La Spirale (coréalisation : Armand Mattelart et Valérie Mayoux)

### Monteuse
- 1961 : J'ai huit ans de Yann Le Masson, Olga Poliakoff et René Vautier
- 1961 : Une aussi longue absence de Henri Colpi
- 1961 : Léon Morin, prêtre, de Jean-Pierre Melville
- 1962 : La Belle Vie de Robert Enrico
- 1965 : Les Grandes Gueules de Robert Enrico
- 1967 : Les Aventuriers de Robert Enrico
- 1967 : Loin du Vietnam (collectif)
- 1968 : Ho ! de Robert Enrico
- 1980 : Le Regard des autres de Fernando Solanas
- 1982 : Qu'est-ce qu'on attend pour être heureux ! de Coline Serreau
- 1990 : Rio Negro d'Atahualpa Lichy
- 1992 : Le Voyage de Fernando Solanas
- 1995 : Divas, por amor d'Adolfo Llauradó
- 1999 : Las profecías de Amanda de Pastor Vega